# Villa Air Bel – Varian Fry in Marseille 1940/41
Villa Air Bel – Varian Fry in Marseille 1940/41 ist ein deutscher Dokumentarfilm unter der Regie von Jörg Bundschuh aus dem Jahr 1988.

## Handlung

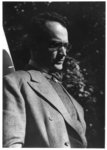
Varian Fry

In Statements verschiedener Interview-Partner wird die Leistung des amerikanischen Journalisten Varian Fry deutlich, der im Kriegsjahr 1940 in Frankreich zahlreiche von den Nazis verfolgte Menschen rettete. Der Titel bezieht sich auf die Villa Air Bel in einem Vorort von Marseille, die 1940 bis 1942 als inoffizielles Büro des Emergency Rescue Committee (ERC) sowie als Unterschlupf, Wohnung und Treffpunkt für Kunstschaffende und Intellektuelle auf der Flucht vor den Nazis diente. Der Film setzt Interviews und Zitate ohne Erläuterungen nebeneinander.

## Produktion

### Filmstab
Regie führte Jörg Bundschuh, von dem auch das Drehbuch stammt. Die Kameraführung lag in den Händen von Jörg Schmidt-Reitwein, die Musik komponierte Holm Keller und für den Filmschnitt war Clara Fabry verantwortlich.

### Produktion und Förderungen
Produziert wurde der Film von Kick Film und vom Bayerischen Rundfunk.

### Dreharbeiten und Veröffentlichung
Der Film feierte am 19. Juni 1988 Premiere (nach einer anderen Quelle: am 9. Juni 1988). Die Erstausstrahlung in der ARD folgte am 9. April 1990.
Der Verleih wurde von Kick Film übernommen.

## Rezeption

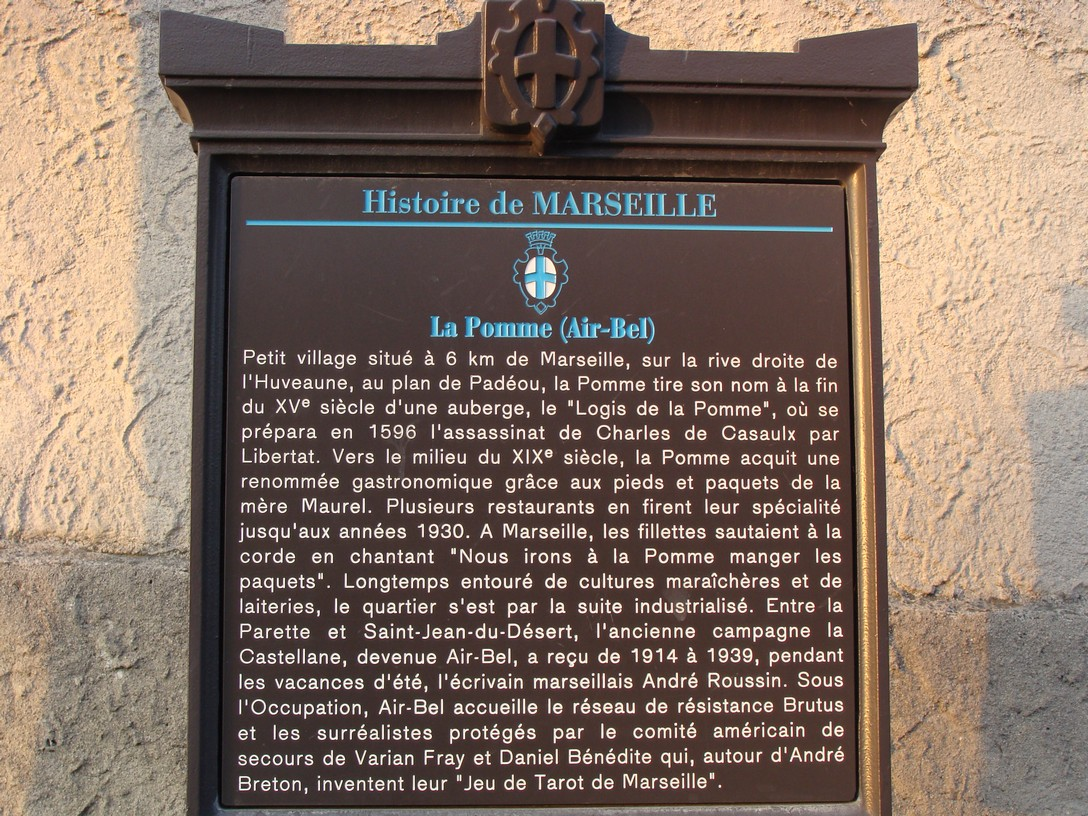
Gedenktafel in La Pomme, Marseille

Die Jury der Deutschen Film- und Medienbewertung gab dem Film das Prädikat Besonders Wertvoll und begründete dies damit, dass die Vergangenheit zutreffend dargestellt sei und ihre Spuren bis in die Gegenwart kompetent verfolgt würden. Kritisiert wurden jedoch einige Ablenkungen vom Thema, etwa zahlreiche Wiederholungen, ein nicht stimmiger Krimi-Effekt am Anfang und die inhaltliche Überfrachtung.

## Auszeichnungen und Nominierungen
- Prädikat wertvoll der Deutschen Film- und Medienbewertung[7]